# Markovova nerovnost
Markovova nerovnost čili Čebyševova nerovnost prvního typu je tvrzení v teorii pravděpodobnosti, poskytující horní odhad pravděpodobnosti, že náhodná veličina překročí danou hodnotu. Pojmenována je po ruském matematikovi Andreji Markovovi nebo jeho učiteli Pafnutiji Čebyševovi, který tuto nerovnost odvodil jako první.

## Matematická formulace
Nechť X je nezáporná náhodná veličina s konečnou střední hodnotou E[X]. Pak pro každé a > 0 platí:
{\displaystyle P(X\geq a)\leq {\frac {E[X]}{a}}}
Tato nerovnost tedy poskytuje horní mez pravděpodobnosti, že náhodná veličina X překročí hodnotu a. Důkaz lze provést například následujícím způsobem. Pro nezápornou náhodnou veličinu X a a > 0 definujeme indikátorovou proměnnou:
{\displaystyle I={\begin{cases}1&{\text{pokud }}X\geq a\\0&{\text{jinak}}\end{cases}}}
Platí, že I ≤ X/a (protože pokud I = 1, pak X ≥ a, a pokud I = 0, nerovnost platí triviálně). Z linearity střední hodnoty dostáváme:
{\displaystyle E[I]=P(X\geq a)\leq E\left[{\frac {X}{a}}\right]={\frac {E[X]}{a}}}
což je tvrzení nerovnosti.
Markovovský odhad za daných předpokladů již nelze dále vylepšit, protože pro některá rozdělení pravděpodobnosti náhodné veličiny X v něm nastává rovnost. Je tomu tak např. pro dvoubodové rozdělení soustředěné na body {\displaystyle \{0,a\}} se střední hodnotou {\displaystyle E(X)=a\cdot P(X\geq a)}.

## Příklad
Předpokládejme, že jednotlivec bude náhodně vybrán z populace s průměrným ročním příjmem 40 000 dolarů. Jaká je nanejvýš pravděpodobnost, že vybraný jedinec má příjem větší než 200 000 dolarů? 
Tato pravděpodobnost závisí na rozdělení příjmů, které blíže neznáme. Příjmy jsou však nezáporné, takže lze využít Markovovu nerovnost a její pomocí odhadnout maximální pravděpodobnost, jaká by mohla nastat pro libovolné rozdělení příjmů s danou střední hodnotou:
{\displaystyle P({\text{příjem}}\geq 200\,000)\leq {\frac {40\,000}{200\,000}}=0{,}2}
Hledaná pravděpodobnost je tedy nejvýše 0,2 (jinak řečeno 20 %). Reálně bude nejspíš nižší, protože Markovova nerovnost se mění v rovnost jen u rozdělení pro příjmy poměrně netypických.

## Zobecnění
V teorii míry se používá následující nerovnost: pro míru {\displaystyle \mu } na {\displaystyle (\Omega ,\Sigma )}, měřitelnou funkci {\displaystyle f:\Omega \to [0,\infty ]} a {\displaystyle \lambda >0} platí
{\displaystyle \mu \!\left(\{x\in \Omega :\ f(x)\geq \lambda \}\right)\leq {\frac {1}{\lambda }}\int _{\Omega }f\,\mathrm {d} \mu .}
Tuto formulaci řada autorů uvádí jako Markovovu (resp. Čebyševovu) nerovnost, protože jde o přímočaré zobecnění Markovovy nerovnosti.
Obecnější nerovnost, rovněž nazývaná Markovova nebo Čebyševova, zahrnuje {\displaystyle \varphi :\mathbb {R} \to [0,\infty )}, nezápornou rostoucí funkci, a množinu {\displaystyle A\subseteq \mathbb {R} }. Platí:
{\displaystyle \inf _{y\in A}\varphi (y)\,P(X\in A)\ \leq \ E\!{\big [}\varphi (X)\,\mathbf {1} _{\{X\in A\}}{\big ]}\ \leq \ E\!{\big [}\varphi (X){\big ]}.}
Zvláštním výběrem {\displaystyle \varphi } a {\displaystyle A=\{x:\,x\geq a\}} dostaneme původní Markovovu nerovnost; pro {\displaystyle \varphi (x)=x^{2}} a {\displaystyle A=\{x:\,|x|\geq a\}} vyplyne Čebyševova nerovnost (druhého druhu).